# Cato Bontjes van Beek-Gymnasium
Das Cato Bontjes van Beek-Gymnasium ist – neben dem Gymnasium am Markt – eines von zwei Gymnasien in Achim im niedersächsischen Landkreis Verden und wurde am 11. September 1971 eingeweiht. Den Namen von Cato Bontjes van Beek, einer deutschen Widerstandskämpferin gegen den Nationalsozialismus, erhielt es 1991; vorher hieß es „Gymnasium Achim“.
Das Einzugsgebiet umfasst neben Achim noch Oyten, die Samtgemeinde Thedinghausen und den Flecken Ottersberg. Fischerhude, der Herkunftsort Cato Bontjes van Beeks, gehört zu Ottersberg und liegt somit ebenfalls im Einzugsgebiet des Achimer Gymnasiums.
Aufgrund der Abschaffung der Orientierungsstufe in Niedersachsen zu Beginn des Schuljahres 2004/05 war es das größte Gymnasium Niedersachsens. Im Schuljahr 2023/2024 besuchen 1399 Schüler das Cato Bontjes van Beek-Gymnasium. Sie werden von über 126 Lehrern unterrichtet.
Seit Sommer 2008 ist die Außenstelle Ottersberg eine eigenständige Schule mit dem Namen „Mittelgymnasium-Ottersberg“. Seitdem ist das Gymnasium nicht mehr das größte Niedersachsens.
Derzeitiger kommissarischer Direktor des Gymnasiums ist Daniel Meyer, nachdem Stefan Krolle, der das Amt von 2009 bis Oktober 2022 bekleidet hatte, in den vorzeitigen Ruhestand gegangen war.

## Sporthalle
Die Halle des Gymnasiums ist Spielstätte der SG Achim/Baden, eines Handballvereins, der zeitweise in der 2. Handball-Bundesliga spielte. Die Sporthalle hat eine behindertenfreundliche Zuschauereinrichtungen mit 199–800 Plätzen.

## Auszeichnungen
- Seit dem 14. März 2006 zertifiziert als Schule ohne Rassismus – Schule mit Courage.[5]
- Seit 2010 anerkannt als Europaschule.[6] Damit ist die Schule Mitglied in einem internationalen Netzwerk, das sich gegen Rassismus an Schulen ausspricht. Pate der Schule für dieses Projekt ist das jüdische Immigrantenorchester.
- Akkreditierte Erasmus+ Schule.[7][8]
- Zertifiziert als CertiLingua-Schule.[9]

## Cato Bontjes van Beek-Archiv
Seit 2010 befindet sich das anlässlich des 90. Geburtstages der Namensgeberin gegründete Cato Bontjes van Beek-Archiv in der Schule. Das Archiv umfasst Bilder, Briefe und Dokumente zu Catos Leben in Fischerhude und Berlin, ergänzt durch Schülerkunstwerke und multimediale Installationen. Das Archiv zählt mittlerweile zu den frauenORTE Niedersachsens und steht externen Besuchern frei.

## Bekannte Lehrer
- Peter Uhlig (* 1952), Schulleiter von 1993 bis 2003
- Ingo Ahmels (* 1959), Musiker, Künstler, Publizist

## Bekannte Schüler
- Alexander Fink (* 1967), Autor und Unternehmer
- Martin Schäfer (* 1967), Beamter und Diplomat
- Manfred Kirschner (* 1967), Künstler und Kurator
- Gero Hocker (* 1975), Politiker
- Alina Lipp (* 1993), deutsche Bloggerin

## Arbeitsgemeinschaften
Außerhalb des Kernunterrichts werden zahlreiche Arbeitsgemeinschaften (AGs) angeboten. Das AG-Angebot für das Schuljahr 2024/2025 umfasst zehn AGs. Von Theater und Orchester, über Bienen und Schulgarten bis zu Helpsties und Sanitätsdienst.